# Geórgios Kondilis
Geórgios Kondilis (en grec: Γεώργιος Κονδύλης) era un militar i polític grec. Va néixer el 1878. Va ser nomenat capità durant les Guerres dels Balcans. Va ser primer ministre de Grècia dues vegades el 1926 i 1935. Va morir el 1936 d'un  infart agut de miocardi a Atenes.

## Primer govern
El 1923 va ser d'un dels principals comandaments militars que havia forçat la proclamació de la república junt amb Stilianós Gonatàs i Nikólaos Plastiras.
Kondilis, membre de la guàrdia republicana que havia recolzat el cop d'Estat del general Theodoros Pangalos el 1925, el va enderrocar el 21 d'agost de 1926, aprofitant el descontentament per les purgues de polítics i militars que havia portat a terme Pangalos. El contracop de Kondilis va fer pas a un govern de coalició nacional que va aconseguir aprovar finalment la constitució de la república el 1927, que portava pendent des de 1923.

## Segon govern

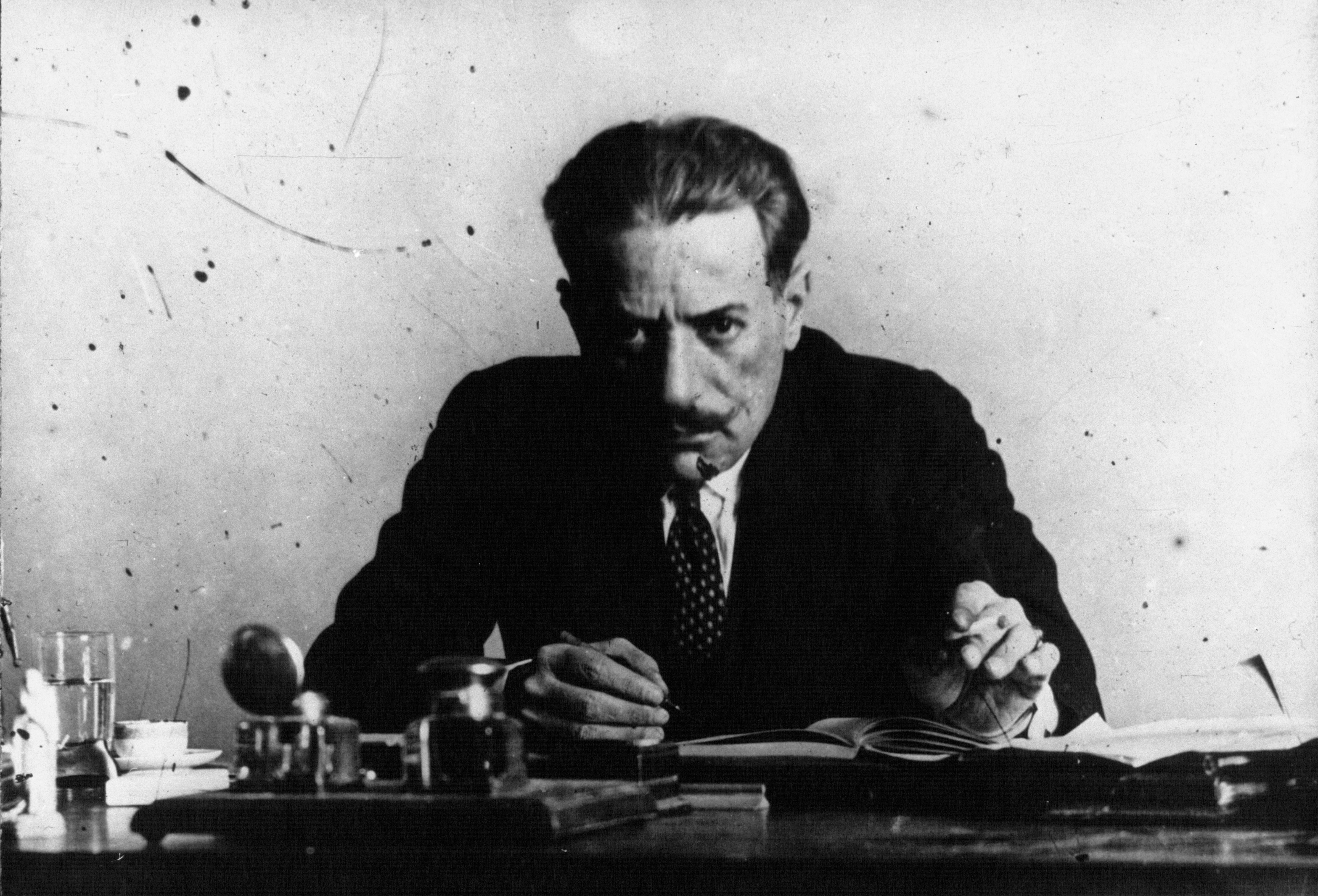
Kondilis el 1932. Va passar de representar el militar republicà per excel·lència a donar suport a la restauració monàrquica i el model polític feixista.

Kondilis, ministre de Defensa del gabinet de Tsaldaris, va ser la principal figura militar que va aixafar el pronunciament de Nikolaos Plastiras al març de 1935 en defensa de la república davant la temor de liberals i tots els altres republicans, que el govern conservador de Panagis Tsaldaris restaurés la monarquia. El fracàs del cop va portar la purga dels republicans de l'administració de l'Estat i de les forces armades i a la celebració d'un plebiscit trucat durant el govern de Kondilis, que havia substituït Tsaldaris per pressió dels militars monàrquics, i que va acabar amb el retorn del rei Jordi II de Grècia.
Temporalment durant les eleccions de juny de 1935 Kondilis, amb gran prestigi pel seu passat republicà i per haver fet fracassar l'últim cop militar, va donar suport a la política moderada de Tsaldaris enfront dels ultramonàrquics encapçalats per Ioannis Metaxàs. Sobtadament, tanmateix, el 3 de juliol de 1935 Kondilis es va pronunciar públicament a favor de la monarquia, causant gran enrenou al país. A l'agost, cada vegada més allunyat de les posicions moderades de Tsaldaris, utilitzava llenguatge proper al feixisme.
El 10 d'octubre de 1935, una mica abans de la celebració del plebiscit sobre la monarquia, Kondilis va donar un cop d'Estat que va enderrocar al govern de Tsaldaris. El plebiscit del 3 de novembre de 1935, celebrat sense garanties, va donar un 97% de vots favorables a la restauració.
Després del retorn del rei aquest va concedir una amnistia als republicans que va disgustar als ultramonàrquics i va forçar el retir de Kondilis, substituït per un moderat sense experiència política.
A les eleccions de gener de 1936 els seus partidaris gairebé no van aconseguir 12 escons. Kondilis va morir poc després, facilitant l'arribada al poder de Ioannis Metaxàs, que es va deslliurar així d'un rival pel control de les forces armades i dels monàrquics.